# Hospital de Gorbea
El Hospital Familiar y Comunitario de Gorbea o simplemente Hospital de Gorbea,es un Hospital de la Provincia de Cautín en la Región de La Araucanía, es parte de la red hospitalaria del Servicio de Salud Araucanía Sur, ubicado a 45 km al sur de Temuco, fue fundado en 1960 bajo el alero de las Hermanas Franciscanas, atiende a una población aproximada de 15.000 personas. Consta de 36 camas de hospitalización y turnos de Urgencia de 24 hrs. Actualmente trabajando bajo el Modelo de Salud Familiar, enfatizando el trabajo con la comunidad.